# Погребіння графа Оргаса
Поховання графа Оргаса (ісп. El Entierro del Conde de Orgaz) — картина 1586 року Ель Греко, видатного живописця, скульптора та архітектора грецького походження епохи Відродження. Її вважають однією з найкращих його робіт, вона ілюструє популярну місцеву легенду свого часу. Надзвичайно велика картина, вона розділена на дві частини, небесну вгорі та земну внизу, але вона не справляє враження подвійності, оскільки верхня та нижня частини композиційно об'єднані.
Вчені-мистецтвознавці схвалили цю картину, охарактеризувавши її, зокрема, як «одну з найправдивіших сторінок в історії Іспанії», як шедевр західного мистецтва та пізнього маньєризму, а також як втілення художнього стилю Греко.

## Тема
Тема картини навіяна легендою початку XIV століття. У 1323 (або в 1312) помер якийсь дон Гонсало Руїс де Толедо, мер міста Оргас (його сім'я згодом отримала титул графа, під яким він відомий загальному і посмертно). Дон Гонсало Руїс де Толедо був нащадком знатного роду Палеологів, який породив останню правлячу династію Візантійської імперії . Благочестивий Кабальєро, граф Оргас був також філантропом, який, серед інших благодійних дій, залишив суму грошей на розширення та прикрашання церкви Санто-Томе (парафіяльна церква Ель Греко), де він хотів бути похованим.
Згідно з легендою, під час поховання графа святі Стефан і святий Августин особисто зійшли з небес і поховали його власноруч на очах присутніх. Подія зображена на картині, кожна деталь теми твору описана в контракті, підписаному між Греко та Церквою. Про диво згадує також латинський епітафійний напис, вмонтований у стіну під картиною. Хоча Греко дотримувався умов контракту, він ввів деякі елементи, які «модернізували» легенду, такі як низка елементів, які приписуються традиційній похоронній процесії 16-го століття, одягу двох святих, а також зображення видатних діячів толеданців свого часу. «Осучаснення» легенди служить дидактичній меті картини, яка, згідно з доктринами Контрреформації, підкреслює важливість як шанування святих, так і добрих справ для спасіння душі.

## Історія
Картину замовив Андрес Нуньєс, парафіяльний священик Санто-Томе, для бічної каплиці Богородиці церкви Санто-Томе. На картині (праворуч у нижній частині композиції) зображено Нуньєса, який ініціював проект реконструкції каплиці-поховання графа.  Замовлення картини було останнім кроком у плані священика прославити парафію.
Підписаний 18 березня 1586 року контракт між Нуньєсом і Ель Греко встановлював конкретні іконографічні вимоги, передбачав, що художник заплатить за матеріали, і передбачав доставку роботи до Різдва 1587 року. Греко, мабуть, працював у шаленому темпі, і закінчив картину між кінцем 1587 і весною 1588. Довгі дебати між священиками та художником послідували щодо вартості роботи останнього, для якої договір передбачав, що вона буде визначена шляхом оцінки.  Спочатку непоступливий, Греко зрештою пішов на компроміс і погодився на нижчу першу «оцінку експерта», погодившись отримати 13 200 реалів.
Вже в 1588 році люди стікалися в Санто-Томе, щоб побачити картину. Цей негайний популярний прийом був зумовлений головним чином реалістичним зображенням видатних людей Толедо того часу.  Видатні та знатні люди міста мали звичай допомагати в похованні знатного походження, і в контракті було передбачено, що ця сцена має бути представлена таким чином.
Ель Греко віддав данину аристократизму духу, духовенству, юристам, поетам і вченим, які шанували його та його мистецтво своєю повагою, увічнивши їх на картині. Поховання графа Оргаса викликало захоплення не тільки через його мистецтво, але й тому, що це галерея портретів деяких з найважливіших особистостей того часу в Толедо. У 1612 році Франциско де Піза писав: «Люди нашого міста ніколи не втомлюються, тому що […] тут є реалістичні портрети багатьох видатних людей нашого часу».

## Аналіз картини
Згідно з умовами договору та домінуючим науковим підходом картина поділяється на дві зони, що зближують земний світ із небесним, які об'єднані композиційно (наприклад, стоячими фігурами, їхньою різноманітною участю в земному). і небесна подія, біля смолоскипів, хреста тощо).  Франц Філіп наголошує на елементі припущення душі (assumptio animae) і стверджує, що твір слід розглядати як тристоронній: центральну частину картини займає assumptio animae , в форма новонародженого, «ефірного» малюка.  Сприйняття Августином душі та її сходження, яке розвинулося з неоплатонічної основи, є можливим джерелом натхнення для образів assumptio animae художника .  Спосіб Греко тематично та художньо пов'язати верхню та нижню зони картини був охарактеризований мистецтвознавцями як геніальний і як подальше досягнення головного повідомлення картини, що шанування та добрі справи ведуть до спасіння.
У верхній частині, небесній, хмари розійшлись, щоб прийняти «праведника» в Раю . Небо нагадують кружляючі крижані хмари, напівабстрактні за своєю формою, а святі високі й схожі на примари. Христос, одягнений у біле і у славі, є сяйвом світла та вершиною трикутника, утвореного фігурами Мадонни та Святого Івана Хрестителя в традиційній православній композиції Деисуса .  Ці три центральні фігури небесної слави оточені апостолами, мучениками, біблійними персонажами (включаючи Мойсея, Ноя та Давида), а також Філіпа II Іспанського, хоча він був ще живий. «Праведний» Філіп II духовно з'єднаний з Христом і небесними створіннями в Божому Місті, як це задумав Августин.  Небесна та земна землі дивовижним чином поєднуються разом, але відчуття подвійності мало. У центральній частині композиції ангел потужно штовхає народжувану душу вгору, цей рух знову ж таки трактується як візуалізація контрреформаційного вчення про спасіння.
Сцена дива зображена в нижній частині композиції, в земній частині, де все нормально за масштабом і пропорціями фігур.  Святий Августин, що носить характер Гаспара де Кірога-і-Вела, архієпископа Толедо, і святого Стефана, у золотих і червоних ризах відповідно, благоговійно схиляються над тілом графа, який одягнений у чудові обладунки, що відображають жовтий і червоний кольори інших фігур. Обладунки сучасні добі Греко та натхненні церемоніальним військовим одягом іспанської королівської сім'ї, як зображено на портретах Тиціана .  Дворяни споглядають подію відсторонено і стримано. Їхню приглушену спокій тлумачили або як ще один візуальний елемент дидактичної мети картини під впливом Контрреформації, або як вираження візантійського походження мистецтва Греко.  Хлопчик ліворуч — син Ель Греко, Хорхе Мануель; на хустинці в кишені підпис художника і дата 1578 рік народження хлопчика. Включення Хорхе Мануеля підкреслює дидактичну мету картини: хлопчик займає чільне місце поблизу погляду глядача, спрямовуючи останнього вказівним пальцем.  Самого художника можна впізнати прямо над піднятою рукою лицаря ордена Сантьяго .
Картина має хроматичну гармонію, яка є дуже насиченою, виразною та сяючою. На чорному траурному одязі вельмож виступають розшиті золотом ризи, що створює інтенсивний церемоніальний характер. У небесному просторі переважають прозорі гармонії переливів і сірого кольору слонової кістки, які гармоніюють із позолоченою охрою, а в мафоріоні (мантії) Мадонни глибокий синій тісно поєднується з яскраво-червоним. Риторика виразів, погляди та жестовий переклад роблять сцену дуже зворушливою.

## Вплив
Композиція розпису тісно пов'язана з візантійською іконографією Успіння Божої Матері . Аргументація на підтримку цієї точки зору зосереджена на іконі Успіння Богородиці Ель Греко, знайденій у 1983 році в однойменній церкві на Сіросі .  Роберт Байрон, згідно з яким іконографічний тип Успіння був композиційною моделлю для «Поховання графа Оргаза», стверджує, що Ель Греко як справжній візантійський художник протягом усього свого життя працював із репертуаром компонентів і мотивів за бажанням, залежно від оповідно-виразових вимог ст.
З іншого боку, Гарольд Вейті відкидає як «непереконливу» точку зору, що композиція Поховання походить від Успіння, «оскільки твір більш безпосередньо пов'язаний з прототипами італійського Відродження». У зв'язку з усуненням просторової глибини шляхом стискання фігур на передньому плані згадуються ранні флорентійські маньєристи — Россо Фіорентіно, Понтормо та Парміджаніно, а також дві картини Тінторетто: «Розп'яття» та «Воскресіння Лазаря», остання через горизонтальний ряд глядачів позаду дива. Кажуть, що еліптична група двох святих, коли вони опускають мертве тіло, ближче до раннього Поховання Тиціана, ніж до будь-якої іншої роботи. Wethey стверджує, що «маньєристський метод композиції Ель Греко ніде не виражений так чітко, як тут, де вся дія відбувається у фронтальній площині».
Філіп стверджує, що на картину сильно вплинуло сучасне іспанське похоронне мистецтво, і що Греко дотримувався цієї могильної художньої традиції, адаптуючи популярну релігійну тему, Покладання Христа в гроб, до потреб свого завдання.  Сара Шрот вважає, що «Поховання Тіціана в гроб» використано Греко як модель для тонкої передачі його дидактичного послання щодо цінності добрих справ, і вона згадує" Поклоніння Трійці « Альбрехта Дюрера як джерело натхнення для двосторонньої композиції картини. і зображення сучасних мирян у нижній, земній зоні.  Однак Скрот відходить від абсолютної відмови Ветея від присутності візантійських елементів у картині та приймає Успіння як вплив на зображення поховання assumptio animae. Третя робота Тінторетто, Страшний суд , згадується Шротом як можливий вплив на зображення Глорії в Похованні, оскільки Греко хотів включити елементи похоронної літургії у верхню частину картини.

## Оцінки
Незважаючи на їхні різні підходи щодо впливу картини, мистецтвознавці одностайно відзначають „Поховання“ як шедевр. Це також вважається першою повністю особистою роботою художника, кульмінацією його перших десяти років творчості в Толедо, початком його зрілого мистецького періоду, а також процесів одухотворення та дематеріалізації, які триватимуть у його пізніших роботах.  За словами Ламбракі-Плаки, Поховання є віхою в кар'єрі художника: „Тут Ель Греко показує нам у дуже стиснутій формі мудрість, яку він привніс у своє мистецтво, свої знання, своє майстерності, його складної уяви та його виразної сили, це жива енциклопедія його мистецтва, не перестаючи бути шедевром з органічною безперервністю та ентелехією“.
Вражаюче зображення видатних членів толеданського суспільства в нижній частині стверджує Греко як досвідченого портретиста з глибоким знанням фізіономіки та жестів. Хроматична гармонія та використання неймовірно насичених, виразних і сяючих кольорів підтверджують його талант колориста, а сюжети, зображені на вишитих ризах, розкривають талановитого мініатюриста . Загальна композиція з уже згаданими новаторськими елементами — своєрідним синтезом реального з сюрреалістичним, запереченням просторової глибини та вражаючим набором портретів — розкриває всі аспекти надзвичайного мистецтва Греко.  Інтерпретуючи зауваження Франсиско де Пізи стосовно картини, що „в ній завжди є нові речі, які слід споглядати“, Шрот характеризує Поховання як „невичерпне джерело повчань, а також задоволення“.».
У своїх щоденниках подорожей Далеким Сходом, Палестиною та Іспанією Альберт Ейнштейн характеризує Поховання як «чудову картину» і «одне з найглибших зображень, які я коли-небудь бачив».